# 瓜拉卡區
8°31′48″N 82°17′24″W / 8.53000°N 82.29000°W
瓜拉卡區（西班牙語：Distrito de Gualaca），是巴拿馬的一個行政區，位於該國西部，由奇里基省負責管轄，始建於1855年，面積625.5平方公里，2010年人口9,750，人口密度每平方公里15.59人。